# Valdestillas
Valdestillas è un comune spagnolo di 1 818 abitanti situato nella comunità autonoma di Castiglia e León.